# Malaya (Film)
Malaya ist ein US-amerikanischer Abenteuerfilm des Regisseurs Richard Thorpe aus dem Jahr 1949, nach der Erzählung East of the Rising Sun von Manchester Boddy.

## Handlung
Der Schmuggler Carnaghan wird unter der Auflage aus dem Gefängnis freigelassen, John Royer zu helfen. Der soll das Kautschuk aus dem von den Japanern besetzten Malaya schmuggeln. Die beiden können in das Land eindringen und dort Carnaghans Kontaktmann, einen holländischen Barbesitzer, treffen. Der heuert eine Bande von gescheiterten Existenzen an, unter ihnen auch Romano.
Durch Bestechung und Bedrohung kann die Gruppe das ganze verfügbare Kautschuk beschaffen. Doch der japanische Kommandeur, Oberst Tomura, schöpft Verdacht von dem Schmuggelplan. Auf der letzten Tour sollen die Leute und der Rest des Kautschuks zu einem Frachter gebracht werden. Der argwöhnische Carnaghan hat das Gefühl, in einen Hinterhalt zu laufen. Royer ignoriert seine Warnungen. Die japanischen Soldaten erwarten die Schmuggler und töten Royer. Der ansonsten zynische Carnaghan schafft es, seine Mission durchzuführen.

## Kritiken
„Als kriegsgewinnlerisches Abenteuer mit trockener Selbstironie behandelt, als notwendiges ‚Geschäft fürs Vaterland‘ allzu unbedenklich mit Heldentum verbrämt.“

## Hintergrund
- Als Drehort diente der Botanische Garten von Los Angeles.
- Der Film war die letzte Arbeit von Sydney Greenstreet, Lionel Barrymore drehte danach noch drei Filme.
- Eine kleine Nebenrolle, die im Abspann nicht erwähnt wurde, spielte der spätere Star-Trek-Star DeForest Kelley.
- Der Film weist eine oscarprämierte Starbesetzung auf: Tracy gewann zwei Oscars (1938, 1939), Barrymore einen (1931), ebenso wie Stewart (1941).
- Zu späteren Oscar-Ehren kamen Komponist Kaper (1954), Production-Designer Malcolm Brown (1957), Kostüm-Designer Valles (1961) und Art-Director Henry Grace (1959).
- Graces Kollege war Cedric Gibbons, der insgesamt elf Oscars gewinnen konnte. Set-Decorator Edwin B. Willis kam auf acht Statuen und Ton-Ingenieur Douglas Shearer auf sieben (dazu kamen noch sechs Spezial- und ein Ehren-Oscar). André Previn, hier als Orchesterleiter tätig, wurde viermal geehrt.
- Die Spezialeffekt-Techniker A. Arnold Gillespie und Warren Newcombe kamen ebenso oscarprämiert zum Set. Zusammen gewannen sie 1945, 1948 und 1953 drei Oscars. Gillespie gewann einen weiteren 1960 und bekam 1964 einen Spezial-Oscar.

## Verbot und Freigabe in der Bundesrepublik
Die Freiwillige Selbstkontrolle der Filmwirtschaft (FSK) verbot den Film zunächst, weil er „eine Glorifizierung militärischer Handlungen“ beinhalte. Der Arbeitsausschuss der FSK befand in seinem Prüfbericht vom 25. April 1950, Malaya erschwere „unsere Bemühungen, eine verantwortungsbewusste Klärung der gegenwärtigen politischen Situation herbeizuführen, – in der Richtung, dass ein geschehenes Unrecht eingesehen wird“. Der Film könne durch ungeeignete Vergleiche Ressentiments Nahrung und Motivierung geben und als Zünder wirken. Das Urteil sei kein endgültiges, sondern „aus unserer gegenwärtigen politischen Situation heraus zu verstehen.“ Die Erstaufführung in Deutschland fand erst am 9. August 1955 statt.